# Hedda zu Putlitz
Hedda zu Putlitz (* 4. September 1965 in Neumünster) ist eine ehemalige deutsche Mountainbikerin.

## Werdegang
Hedda zu Putlitz ist eine der erfolgreichsten Radrennfahrerinnen im Cross-Country der 90er Jahre in Deutschland. Im Jahr 1993 gewann sie die Deutschen Meisterschaften im Downhill und war damit die erste deutsche Meisterin in dieser Disziplin. 1993 und 1994 gewann sie zudem die Gesamtwertung der Mountainbike-Bundesliga, noch unter dem Namen Grundig Top Ten-Cup. In den Jahren 1998 bis 2000 wurde sie jeweils Deutsche Meisterin im Cross Country und Gewinnerin der Gesamtwertung der MTB-Bundesliga.
Sie qualifizierte sich für die Olympischen Sommerspiele 2000 in Sydney und belegte im Cross-Country den 13. Platz. Bei den UCI-Mountainbike-Weltmeisterschaften wurde sie im Jahr 1994 Zehnte und im Jahr 1999 Elfte. Ihre beste Weltcup-Platzierung in einem Einzelrennen war ein dritter Platz im Jahr 2000 in Lausanne und in der Gesamtwertung der dreizehnte Platz im Jahr 1998.
Hedda zu Putlitz ist ausgebildete Physiotherapeutin und Osteopathin und hat heute (2021) eine eigene Praxis in Koblenz.

## Erfolge

### MTB
1993
- Deutsche Meisterin – Downhill
- Gesamtwertung Mountainbike-Bundesliga

1994
- Gesamtwertung Mountainbike-Bundesliga

1998
- Deutsche Meisterin – Cross-Country
- Gesamtwertung Mountainbike-Bundesliga

1999
- Deutsche Meisterin – Cross-Country
- Gesamtwertung Mountainbike-Bundesliga

2000
- Deutsche Meisterin – Cross-Country
- Gesamtwertung Mountainbike-Bundesliga